# 6 mogli e un papà
6 mogli e un papà (The Six Wives of Henry Lefay) è un film del 2009 scritto e diretto da Howard Michael Gould.

## Trama
Barbara, una figlia in lutto, cerca di coordinare il funerale di suo padre Henry, morto in Messico durante un incidente di paracadutismo; tuttavia, si troverà a gestire i capricci delle sue numerose ex mogli e amanti, gelose l'una dell'altra e ognuna con un'idea diversa su come organizzare le esequie.
Dopo continui battibecchi e colpi bassi, le spoglie dell'uomo (cremato a tradimento da una delle ex mogli) finiranno maldestramente sparse in una stazione di servizio, salvo poi scoprire che vi era stato uno scambio di persona e che Henry è vivo e vegeto e in procinto di divorziare un'altra volta.